# Parti démocratique de l'Atlantique
Pour les articles homonymes, voir Parti démocratique.
Le Parti démocratique de l'Atlantique (en portugais Partido Democrático do Atlântico) est un parti politique portugais, fondé le 5 novembre 1979, de type centriste, qui lutte pour davantage d'autonomie des Açores et de Madère. Il s'agit d'un parti dont l'électorat est massivement concentré sur l'île de São Miguel.

## Histoire
Le Parti démocratique de l'Atlantique prend ses origines au sein du Mouvement pour une autodétermination du peuple des Açores (Movimento para a Autodeterminação do Povo Açoriano, MAPA) fondé par en 1979 par Francisco da Costa Matos. Ce Mouvement a fait campagne pour une autonomie des Açores en prenant pour modèle l'exemple des Bermudes.
Le parti a été créé le 5 novembre 1979 avec pour nom Union démocratique d'Atlantique (União Democrática do Atlântico) avant de devenir en 1983 le Parti démocratique de l'Atlantique.

## Idéologie et programme politique
À l'origine, le PDA était un parti de centre droit. Toutefois, au cours de son histoire, il a progressivement assumé des positions de centre gauche.
Le PDA défend un programme en deux volets. Le premier est pour un « ordre universel » et se décline en sept points.
- Affirmer de la primauté de l'esprit sur la matière.
- Défendre une coopération internationale fondée sur l'égalité des peuples, la paix et la solidarité.
- Garantir une non-discrimination religieuse, raciale, sociale et sexuelle.
- Respecter des principes énoncés dans la Déclaration universelle des droits de l'homme.
- Reconnaître et protéger les droits des minorités sociales et politiques.
- Protéger les droits des peuples à l'autodétermination et à l'indépendance, comme cela est dans la charte des Nations unies.
- Reconnaître le droit des peuples à se révolter et à lutter contre toutes les formes d'oppression et d'exploitation, en particulier contre le colonialisme et l'impérialisme.

Le deuxième volet du programme concerne la politique sociale et se décline en onze points. 
- Défendre le pluralisme politique.
- Défendre la souveraineté populaire comme base de l'exercice du pouvoir politique.
- Considérer la fonction sociale de la propriété, des biens et des valeurs matérielles, pour servir le bien-être et le bonheur de l'être humain.
- Veiller à la dignité de la personne humaine.
- Garantir les libertés démocratiques de l'homme dans la société.
- Défendre la dignité du travail et celle de la personne qui travaille.
- Contribuer à l'égalité des chances d'accès aux biens matériels, à l'exercice au pouvoir politique, aux valeurs culturelles et spirituelles et au progrès de la civilisation.
- Garantir l'indépendance du pouvoir judiciaire.
- Garantir l'indépendance des médias et des hommes politiques.
- Défendre la sécurité individuelle et familiale.
- Garantir la liberté religieuse d'exercer le culte.

## Présidents successifs
- Teodoro de Sousa Pedro (1979-1982)
- Emanuel Chichorro de Medeiros (1982–1985)
- Clemente de Vasconcelos (1985-1988)
- Álvaro Teves Franco de Lemos (1988-1990)
- Carlos Eduardo da Silva de Melo Bento (1990-1996)
- Luís Francisco Netto de Viveiros (de mai à octobre 1996)
- João Gago da Câmara (1996-1999)
- Joaquim de Aguiar Cabral (1999-2002)
- José Francisco Nunes Ventura (2002-2010)
- Manuel Costa (2010-2012)
- Rui Matos (depuis 2012)

## Résultats électoraux

### Assemblée de la République
| Année | Voix               | %                  | Rang               | Sièges  |
| ----- | ------------------ | ------------------ | ------------------ | ------- |
| 1980  | 8 529              | 0,14               | 13e                | 0 / 250 |
| 1983  | 5 523              | 0,10               | 14e                | 0 / 250 |
| 1985  | Ne se présente pas | Ne se présente pas | Ne se présente pas | 0 / 250 |
| 1987  | Ne se présente pas | Ne se présente pas | Ne se présente pas | 0 / 250 |
| 1991  | 10 842             | 0,19               | 14e                | 0 / 230 |
| 1995  | 2 536              | 0,04               | 13e                | 0 / 230 |
| 1999  | 438                | 0,01               | 12e                | 0 / 230 |
| 2002  | Ne se présente pas | Ne se présente pas | Ne se présente pas | 0 / 230 |
| 2005  | 1 681              | 0,03               | 11e                | 0 / 230 |
| 2009  | Ne se présente pas | Ne se présente pas | Ne se présente pas | 0 / 230 |
| 2011  | 4 569              | 0,08               | 16e                | 0 / 230 |
| 2015  | Ne se présente pas | Ne se présente pas | Ne se présente pas | 0 / 230 |

### Parlement européen
| Année de l'élection | Voix               | %                  | Rang               | Sièges | Groupe |
| ------------------- | ------------------ | ------------------ | ------------------ | ------ | ------ |
| 1994                | 7 127              | 0,23               | 12e                | 0 / 25 |        |
| 1999                | 5 089              | 0,15               | 11e                | 0 / 25 |        |
| 2004                | 5 588              | 0,16               | 12e                | 0 / 24 |        |
| 2009                | Ne se présente pas | Ne se présente pas | Ne se présente pas | 0 / 22 |        |
| 2014                | 5 314              | 0,16               | 15e                | 0 / 21 |        |

### Assemblée législative de Madère
| Année | Voix               | %                  | Rang               | Sièges |
| ----- | ------------------ | ------------------ | ------------------ | ------ |
| 1980  | 2 122              | 1,71               | 6e                 | 0 / 44 |
| 1984  | Ne se présente pas | Ne se présente pas | Ne se présente pas | 0 / 50 |
| 1988  | 779                | 0,62               | 6e                 | 0 / 53 |
| 1992  | 753                | 0,58               | 7e                 | 0 / 57 |
| 1996  | 565                | 0,42               | 7e                 | 0 / 59 |
| 2000  | Ne se présente pas | Ne se présente pas | Ne se présente pas | 0 / 61 |
| 2004  | Ne se présente pas | Ne se présente pas | Ne se présente pas | 0 / 68 |
| 2007  | Ne se présente pas | Ne se présente pas | Ne se présente pas | 0 / 47 |
| 2011  | Ne se présente pas | Ne se présente pas | Ne se présente pas | 0 / 47 |
| 2015  | 903                | 0,71               | 11e                | 0 / 47 |

### Assemblée législative des Açores
| Année | Voix  | %    | Rang | Sièges |
| ----- | ----- | ---- | ---- | ------ |
| 1980  | 2 750 | 2,29 | 5e   | 0 / 43 |
| 1984  | 1 668 | 1,56 | 5e   | 0 / 44 |
| 1988  | 1 409 | 1,33 | 5e   | 0 / 51 |
| 1992  | 1 610 | 1,41 | 5e   | 0 / 51 |
| 1996  | 340   | 0,30 | 6e   | 0 / 52 |
| 2000  | 799   | 0,80 | 6e   | 0 / 52 |
| 2004  | 248   | 0,23 | 7e   | 0 / 52 |
| 2008  | 627   | 0,70 | 7e   | 0 / 57 |
| 2012  | 532   | 0,49 | 9e   | 0 / 57 |

### Chambre municipale
| Année | Voix   | %    | Élus |
| ----- | ------ | ---- | ---- |
| 1989  | 349    | 0,01 | 0    |
| 1993  | 10 234 | 0,19 | 4    |
| 1997  | 567    | 0,01 | 0    |

### Assemblée municipale
| Année | Voix  | %    | Élus |
| ----- | ----- | ---- | ---- |
| 1989  | 1 355 | 0,03 | 1    |
| 1993  | 9 958 | 0,18 | 11   |
| 1997  | 576   | 0,01 | 0    |